# Umkhonto (střela)

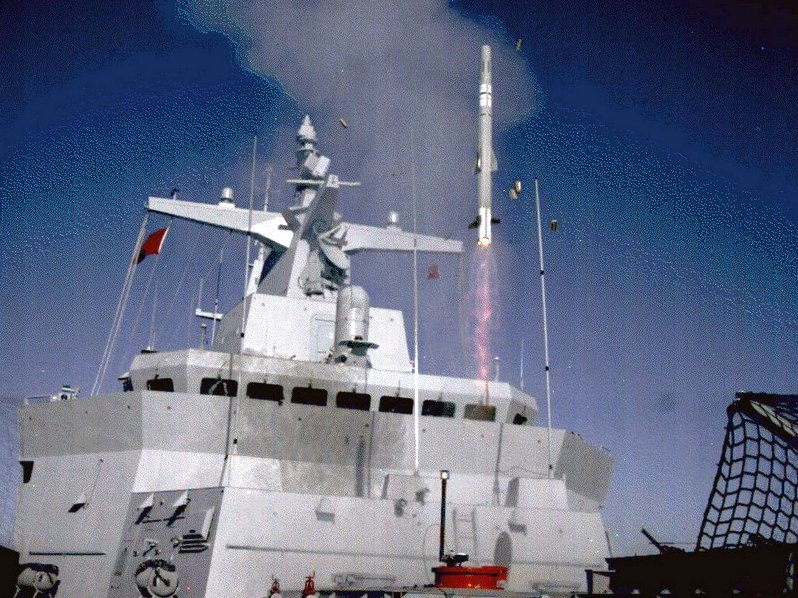
Střela Umkhonto startuje z paluby jihoafrické fregaty třídy Valour

Umkhonto je rodina protiletadlových řízených střel středního dosahu vyvinutých jihoafrickou zbrojovkou Denel Dynamics. Střely slouží k ničení širokého spektra cílů (letadel, vrtulníků, řízených střel i bezpilotních prostředků). Jsou odpalovány z vertikálních vypouštěcích sil z pozemních platforem, nebo válečných lodí. První verze střely měly dosah 12 km, později prodloužený na 20 km. Denel pracuje na ještě výkonnější verzi střely Umkhonto s dosahem až 60 km.
Střely byly do služby přijaty roku 2001. V prosinci 2016 bylo těmito střelami vyzbrojeno celkem 16 válečných lodí námořnictev Alžírska, Finska a Jihoafrické republiky.

## Vývoj
Střela Umkhonto byla do služby zařazena roku 2001. Roku 2002 si ji Finsko zvolilo jako výzbroj svých raketových člunů třídy Hamina. Roku 2012 si tuto střelu zvolilo Alžírsko jako výzbroj svých fregat třídy Erradii.

## Verze
- Umkhonto-IR – základní verze s pasivním infračerveným naváděním. Jednotlivé verze, označené Block 1–3 se liší doletem (12, 15 a 20 km).[2]

- Umkhonto-R – vyvíjená verze s aktivním radarovým naváděním.[2]

- Umkhonto-LR – plánovaná verze s dosahem prodlouženým na 60 km.[2]

- Umkhonto-EIR – plánovaná verze s infračerveným naváděním a prodlouženým dosahem.[2]

## Uživatelé

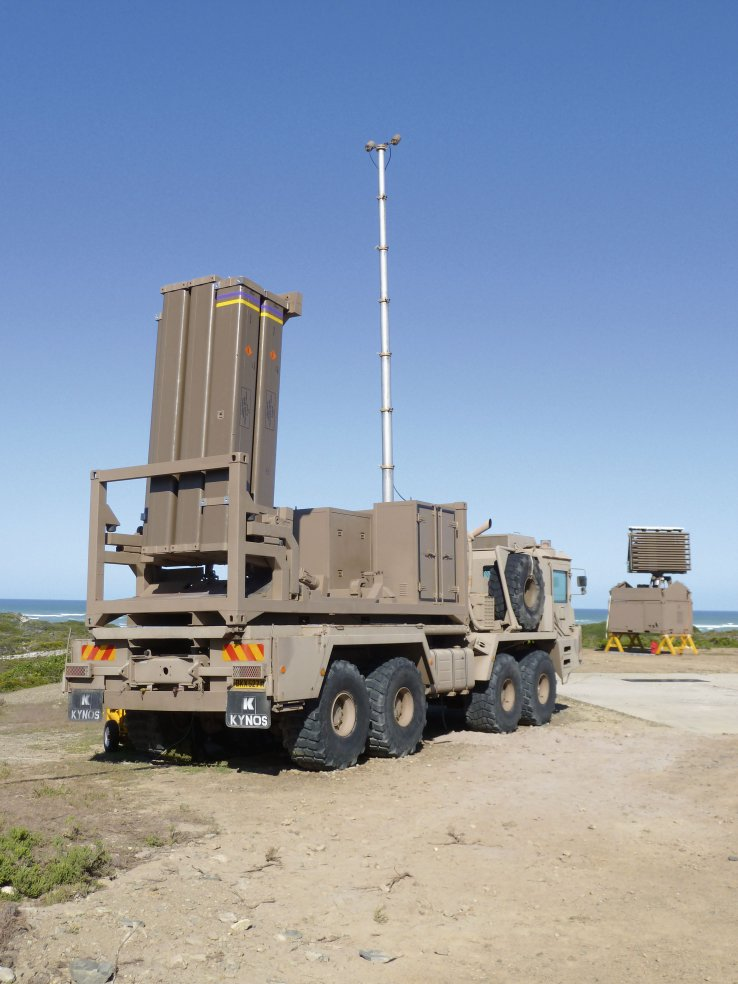
Vyvíjená pozemní verze Umkhonto GLS

- Alžírsko – Alžírské námořnictvo střely vybralo jako výzbroj dvojice fregat třídy Erradii. Všechny střely mají být dodány do ledna 2017.[1]

- Finsko – Finské námořnictvo tímto typem (Umkhonto-IR Block 2) vyzbrojilo čtyři raketové čluny třídy Hamina a dvě minolovky třídy Hämeenmaa.[1].

- Jihoafrická republika – Jihoafrické námořnictvo tímnto typem vyzbrojilo čtyři fregaty třídy Valour.

## Hlavní technické údaje[3]
- Délka: 3320 mm
- Průměr: 180 mm
- Rozpětí: 500 mm
- Hmotnost: 135 kg
- Dosah: 20 km
- Dostup: 8000 m
- Rychlost: 2,5 M